# Mikkel Diskerud
Mikkel Morgenstar Pålssønn Diskerud, becenevén Mix (Oslo, 1990. október 2. –) norvég származású amerikai válogatott labdarúgó, jelenleg az Ulsan Hyundai játékosa.

## Sikerek
USA
- CONCACAF-aranykupa (1): 2013

## Statisztika

### Góljai a válogatottban
|    | Időpont            | Helyszín                               | Ellenfél     | Gólok | Eredmény | Kiírás                     |
| -- | ------------------ | -------------------------------------- | ------------ | ----- | -------- | -------------------------- |
| 1. | 2012. november 14. | Kuban Stadium, Krasznodar, Oroszország | Panama       | 2–2   | 2–2      | barátságos                 |
| 2. | 2013. július 21.   | M&T Bank Stadium, Baltimore, USA       | Salvador     | 5–1   | 5–1      | 2013-as CONCACAF-aranykupa |
| 3. | 2014. május 27.    | Candlestick Park, San Francisco, USA   | Azerbajdzsán | 1–0   | 2–0      | barátságos                 |
| 4. | 2014. október 10.  | Rentschler Field, East Hartford, USA   | Ecuador      | 1–0   | 1–1      | barátságos                 |
| 5. | 2014. november 14. | Aviva Stadion, Dublin, Írország        | Írország     | 1–1   | 4–1      | barátságos                 |
| 6. | 2015. június 10.   | RheinEnergieStadion, Köln, Németország | Németország  | 1–1   | 1–2      | barátságos                 |

## Fordítás
Ez a szócikk részben vagy egészben  a   Mikkel Diskerud című angol Wikipédia-szócikk fordításán alapul.  Az eredeti cikk szerkesztőit annak laptörténete sorolja fel. Ez a jelzés csupán a megfogalmazás eredetét és a szerzői jogokat jelzi, nem szolgál a cikkben szereplő információk forrásmegjelöléseként.